# Лахелма, Тимо
Ти́мо Ла́хелма (фин. Timo Lahelma; род. Финляндия) — финский дипломат, посол Финляндии в Казахстане, Туркмении и Таджикистане (2008—2010).
Ранее — чрезвычайный и полномочный посол Финляндии в Литве (2004—2008), до этого — выездной посол в Армении, Азербайджане и Грузии (2001—2004).

## Биография
С 1972 года принят на службу в Министерство иностранных дел Финляндии и занимал различные должности — работал в юридическом департаменте, был представителем в ОБСЕ по вопросам, связанным с русским меньшинством в Эстонии, занимал должность заместителя председателя Минской группы ОБСЕ, занимавшейся вопросом Нагорного Карабаха, занимал должность консультанта, выполняя обязанности, связанные с вопросами прав человека в странах Балтии и на Балканах, быв сотрудником в Генеральном консульстве Финляндии в Санкт-Петербурге.
С 2001 года был послом Финляндии в Армении, Азербайджане и Грузии (без проживания в странах).
В 2004 году был назначен чрезвычайным и полномочным послом Финляндии в Литве.
С 1 сентября 2008 года назначен послом Финляндии в Казахстане, Киргизии и Туркмении (без проживания в странах). В связи с появившимися в туркменских СМИ утверждениями, что при вручении в ноябре 2008 года верительных грамот высказался о своих положительных впечатлениях от реформ и развитии демократии в Туркмении, посол в своём интервью Helsingin Sanomat отверг подобные интерпретации.